# Craig Mackail-Smith
Craig Anthony Robert Mackail-Smith (né à Watford le 25 février 1984) est un footballeur international écossais. Il joue au poste d'attaquant pour le club de Notts County en prêt de Wycombe Wanderers.

## Carrière

### En club
Après avoir commencé sa carrière dans son club formateur, le St. Albans City FC, Craig Mackail-Smith rejoint Arlesey Town où il reste une saison avant de signer pour Dagenham & Redbridge, club avec lequel il parvient à obtenir la promotion en League Two (quatrième division) en 2007. Il quitte alors Dagenham et s'engage avec Peterborough United qui évolue dans la même division. En quatre saisons à Peterborough, il parvient à inscrire plus de 100 buts toutes compétitions confondues. Durant cette période, Peterborough monte en League One (troisième division) en 2008, puis en  Championship (deuxième division) en 2009.
En 2011, alors que Peterborough United est à nouveau promu en Championship, après une saison en League One, il quitte son club et signe à Brighton, équipe elle aussi nouvelle promue en Championship, un contrat de quatre ans.
L'1 août 2015 il rejoint Luton Town .
Le 17 août 2017, il rejoint Wycombe Wanderers.
Le 31 janvier 2019, il est prêté à Notts County.

### En équipe d'Écosse
Mackail-Smith joue son premier match sous les couleurs de l'Écosse le 27 mars 2011 lors de la rencontre Écosse-Brésil, à Londres. Il entre en jeu à la 87e en remplacement de Kenny Miller.